# Antoine Jaoude
Antoine Jaoude (Rio de Janeiro-RJ, 5 de janeiro de 1977) é um atleta de MMA e lutador olímpico brasileiro-libanês, integrante da seleção brasileira de Luta Olímpica (atualmente, no Estilo Livre, até 125 kg). Consagrado entre os oito maiores wrestlers do planeta, é dono de quatorze medalhas de Jogos Pan-Americanos, e por quatro vezes foi eleito o melhor atleta pelo Comitê Olímpico Brasileiro. No MMA, possui um cartel de 11 lutas, com 8 vitórias e 3 derrotas
Sua destreza o elevou até o panteão dos lutadores olímpicos como o maior entre os sul-americanos: foi um dos primeiros do continente a ter acesso ao mais antigo torneio do mundo, e o único a levar a bandeira do Brasil até os Jogos Olímpicos de Atenas (2004), em sua categoria. Foi também quem classificou o Brasil nas Olimpíadas de Pequim (2008) e do Rio de Janeiro (2016). É tetracampeão sul-americano, e por vinte e tês vezes sagrou-se absoluto no Campeonato Brasileiro de Luta Olímpica – por uma década invicto. Os seus títulos mais recentes são a medalha de Bronze nos Jogos Pré-Pan Americanos Argentina 2019 -- quando classificou o Brasil para o Pan 2019, que ocorrerá no Peru --, e a sua vigésima terceira medalha de Ouro no Campeonato Brasileiro de Wrestling 2019, sediado na Arena Olímpica do Rio de Janeiro. 

## Biografia
Antoine Braga Abou Jaoude nasceu no Rio de Janeiro, em 5 de janeiro de 1977. Filho de mãe brasileira e pai libanês, com apenas seis meses de idade foi levado a Beirute, para ser apresentado aos seus avós. Mas a viagem programada para dois meses durou treze anos: tinha início uma das piores guerras civis do século XX.  
Por influência da paixão do avô paterno pelas artes marciais, aos nove anos começou a ser treinado na arte greco-romana do combate corpo a corpo. Ao mesmo tempo, era testemunho vivo do sangrento combate que assolava o Líbano, e que exigia a presença permanente do seu pai, que guerreou durante todos os anos da sua infância. Até os treze anos treinou em Beirute, onde foi alfabetizado em francês e árabe. Escapando do horror da guerra, quando voltou ao Brasil, o adolescente lutador achou seus novos mestres em sua terra natal. Primogênito de uma família de lutadores, arrastou consigo os seus quatro irmãos mais novos para as artes marciais: Ralph Jaoude, Adrian Jaoude, Daniel Jaoude e Nicolas Jaoude – todos destacados medalhistas.
A dedicação de Antoine ao esporte não o impediu de percorrer outras sendas luminosas. Foi declarado Aspirante-a-Oficial do Exército Brasileiro, integrando hoje a sua reserva de oficiais; graduou-se em Direito e se lançou ao estudo das Relações Internacionais – que ora conclui. Das profundas marcas da guerra na sua infância brotou um senso de missão pessoal que assumiu para sempre: trabalhar em prol da paz. O seu íntimo desejo de atuar nas Nações Unidas com essa exclusiva finalidade rendeu-lhe nos torneios internacionais o cognome de "Diplomat". 
Desde então, Antoine tem semeado e coordenado frutuosos projetos de formação social por meio do esporte, dos quais já floresceram novos medalhistas brasileiros em torneios de todo o mundo. 
Além da Luta Olímpica, o multicampeão de pesos pesados domina outras sete artes marciais: Judô, Luta Livre Esportiva – também chamada Submission –, Muay Thai, Boxe, Karatê, Kung-Fu e Jeet Kune Do. Estão entre os seus professores Roberto Leitão, Eugênio Tadeu, Luiz Otávio “Índio” Costa, Gilberto “Juruna” Arbués e João Ricardo. De Marco Ruas e Hugo Duarte, legendários lutadores e treinadores de campeões, recebeu os graus máximos do Muay Thai e da Luta Livre – artes fundamentais do brilhante desempenho que ostentou nos torneios internacionais de Artes Marciais Mistas – MMA. Das suas onze lutas, em oito foi vitorioso. Quatro por nocaute.
Colecionando vitórias também na Luta Livre Esportiva, Antoine é tetracampeão do International Fight League; bicampeão do Abu Dhabi Combat Club Submission, da Liga Árabe, e campeão do Abu Dhabi Combat Club Submission, da Liga Nacional. Frequentador de pódios e fluente em cinco idiomas, Antoine Jaoude já treinou e competiu em mais de vinte países ao longo da sua fulgurante carreira, em franco convívio com as maiores lendas da luta contemporânea. No Brasil, diversos astros marciais que são hoje celebrados foram forjados por suas mãos. 
Entre os mais gabaritados lutadores e treinadores – brasileiros e estrangeiros – corre o prestígio do gigante menino que venceu a guerra e ganhou o mundo. Prestígio que, sozinho, conquistou, sem negar nenhuma saga que a vida lhe impôs; nem virar as costas aos que dele precisaram. Cada vitória, sua e dos seus, rendeu ao grande campeão de dois mundos o respeito que gravou em letras áureas o seu nome na constelação dos maiores lutadores de todos os tempos.